# David Loubeau
David Loubeau (Spring Valley, 25 novembre 1989) è un ex cestista statunitense con cittadinanza haitiana.